# Борис Березовски (бизнисмен)
Борис Абрамович Березовски (рус. Борис Абрамович Березовский; 23. јануар 1946 – 23. март 2013), такође познат као Платон Еленин, био је руски олигарх, државни службеник, инжењер, математичар и члан Руске академије наука.
Березовски се обогатио у Русији 1990-их, када је земља спровела приватизацију државне имовине. Он је профитирао од стицања контроле над имовином, укључујући главни телевизијски канал у земљи, Channel One. Форбс је 1997. године проценио богатство Березовског на 3 милијарде доларе. Березовски је помогао у финансирању Јединства, политичке партије која ће формирати прву парламентарну базу Владимира Путина.  Изабран је у Думу на Путиновој листи на руским парламентарним изборима 1999. године. Међутим, након руских председничких избора у марту 2000. године, Березовски је отишао у опозицију и поднео оставку у Думу. Березовски ће остати гласни Путинов критичар до краја живота.
Крајем 2000. године, након што је заменик руског генералног тужиоца захтевао да се Березовски појави на саслушању, он се није вратио из иностранства и преселио се у Велику Британију, која му је 2003. одобрила политички азил После пресељења у Британију, руска влада је преузела његову телевизијску имовину, а он се одрекао других руских холдинга. У Русији је Березовски касније, у одсуству,  осуђен за превару и проневеру. Прве оптужбе подигнуте су за време Примаковљеве владе 1999. Упркос црвеном обавештењу Интерпола за хапшење Березовског, Русија више пута није успела да добије изручење Березовског од Британије; ова ситуација је постала главна тачка дипломатских тензија између две земље.
Године 2012. Березовски је изгубио спор на Вишем суду у Лондону који је покренуо против власништва над великим произвођачем нафте Сибњефт против Романа Абрамовича, у којем је тражио одштету од преко 3 милијарде фунти. Суд је закључио да Березовски никада није био сувласник Сибњефта.
Березовски је пронађен мртав у својој кући, Титнес Парк, у Санингхилу, близу Аскота у Беркширу, 23. марта 2013. Обдукцијом је утврђено да је његова смрт настала вешањем и да није било знакова насиља. Међутим, мртвозорник у истрази о смрти Березовског је касније забележио отворену пресуду.

## Биографија
Борис Абрамович Березовски је рођен у Москви, од породице Абрама Марковича Березовског (1911–1979), јеврејског грађевинског инжењера, и његове супруге Ане Александровне Гелман (22. новембар 1923 – 3. септембар 2013). Студирао је примењену математику и докторирао 1983. године. Након што је 1968. дипломирао на Московском шумарском инжењерском институту, Березовски је радио као инжењер од 1969. до 1987. године, радећи као помоћник истраживача, референт за истраживање и на крају шеф одељења у Институту контролних наука Академије наука СССР-а. Березовски је спровео истраживање о оптимизацији и теорији управљања, објавивши 16 књига и чланака између 1975. и 1989. године.
Године 1989. Березовски је искористио могућности које је пружила перестројка да оснује LogoVAZ са Бадријем Патаркацишвилијем и вишим менаџерима руског произвођача аутомобила АвтоВАЗ. LogoVAZ је развио софтвер за AvtoVAZ, продавао аутомобиле совјетске производње и сервисирао стране аутомобиле. Компанија је профитирала од хиперинфлације тако што је узимало аутомобиле на консигнацију и плаћало произвођачу касније, када је новац изгубио велики део своје вредности кроз хиперинфлацију.
Један од раних подухвата Березовског био је Алл-Руссиа Аутомобиле Аллианце (АВВА), ризични фонд који је основао 1993. са Александром Волошином (будућим шефом кабинета Бориса Јељцина) и председником АвтоВАЗ-а Владимиром Кадањиковим. Березовски је контролисао око 30% компаније, која је прикупила скоро 50 милиона долара од малих инвеститора кроз обвезнички кредит за изградњу фабрике за производњу „народног аутомобила”. Пројекат није прикупио довољно средстава за фабрику, већ су средства уложена у производњу AvtoVAZ-а, док је дуг према инвеститорима замењен за власнички капитал. До 2000. AVVA је држала око једне трећине AvtoVAZ-а.
Године 1994. Березовски је био мета експлозије аутомобила бомбе, али је преживео покушај атентата, у којем је његов возач погинуо, а он сам повређен. Александар Литвињенко је водио истрагу ФСБ-а о инциденту и повезао злочин са отпором руководства AvtoVAZ-а из совјетског доба растућем утицају Березовског на руском аутомобилском тржишту.
Учешће Березовског у руским медијима почело је у децембру 1994. године, када је преузео контролу над ОРТ Телевизијом како би заменио пропали совјетски ТВ Канал 1. За генералног директора ОРТ-а именовао је популарног водитеља и продуцента Владислава Листјева. Три месеца касније Листјев је убијен усред жестоке борбе за контролу продаје реклама  Березовски је испитан у полицијској истрази, између многих других, али убице никада нису пронађене.
Под управом Березовског, ОРТ је постао главна предност реформистичког табора док су се припремали да се политички сучеље са комунистима и националистима на предстојећим председничким изборима.
Од 1995. до 1997. године, кроз контроверзне аукције у току таласа приватизације, Березовски и Патаркацишвили су помогли Роману Абрамовичу у стицању контроле над Сибњефтом, шестом по величини руском нафтном компанијом, која је чинила највећи део његовог богатства. У чланку у Вашингтон Посту 2000. године, Березовски је открио да је финансијер Џорџ Сорош одбио позив да учествује у куповини.
Године 1995. играо је кључну улогу у реконструкцији менаџмента у Аерофлоту и учествовао у његовој корпоратизацији  при чему је његов блиски сарадник Николај Глушков постао финансијски директор Аерофлота. Јануара 1998. је објављено да ће се <i>Сибњефт</i> спојити са <i>Јукосом</i> Михаила Ходорковског како би се створила трећа највећа нафтна компанија на свету. Спајање је прекинуто пет месеци касније због пада цена нафте.

### Улога у поновном избору Јељцина 1996
Березовски је ушао у ужи круг Кремља 1993. године тако што је организовао објављивање Јељцинових мемоара и спријатељио се са Валентином Јумашевом, председниковим непотписаним писцем књиге. Донирао је и радио на сакупљању средстава за Јељцинову кампању и одиграо је значајну улогу у његовом реизбору. Касније је постао Јељцинов саветник.
Дана 16. јуна 1996, Јељцин је дошао на прво место у првом кругу избора након што је склопио тактички савез са ген. Александром Лебедом, који је завршио трећи на изборима. Трећег јула, у другом кругу гласања, победио је комунисту Генадија Зјуганова. Његова победа је омогућена углавном захваљујући подршци ТВ мрежа које контролишу Гусински и Березовски (НТВ и ОРТ) и новцу руске пословне елите. Њујорк тајмс је Березовског назвао „јавним портпаролом и главним лобистом ове нове елите, која је за неколико кратких година прешла из сенке у углед”.

### Улога у чеченском сукобу
Јељцин је 17. октобра 1996. разрешио генерала Александра Лебеда са места саветника за националну безбедност због оптужби да је планирао државни удар и тајно окупљао приватну војску. Лебед је одмах оптужио Березовског и Гусинског да су организовали његово свргавање и формирао коалицију са осрамоћеним генералом Александром Коржаковом. Отпуштање Лебеда, одговор за постизање Хасавјуртског мировног споразума, оставило је Јељцинову политику према чеченском питању у лимбу. Дана 30. октобра 1996, у политичкој бомби, Јељцин је именовао Ивана Рибкина за свог новог саветника за националну безбедност и именовао Березовског за заменика секретара задуженог за Чеченију са мандатом да надгледа спровођење Хасавјуртског споразума односно повлачење Руске снаге, преговоре о мировном споразуму и припрему општих избора. Дана 19. децембра 1996, Березовски је доспео на насловне стране преговарајући о ослобађању 21 руског полицајца који је држао као таоце ратни комантанад Салман Радуев, са циљем радикала са обе стране да саботирају мировне преговоре.
Дана 12. маја 1997. Јељцин и Масхадов потписали су у Кремљу руско-чеченски мировни споразум. Говорећи на конференцији за новинаре у Москви, Березовски је изнео своје виђење приоритетеа за економску обнову Чеченије, посебно изградњу нафтовода за транспорт азербејџанске нафте. Он је позвао руску пословну заједницу да допринесе обнови републике, откривајући сопствену донацију од 1  милион долара (неки извори помињу 2  милиона) за фабрику цемента у Грозном. Овај трансфер новца ће у будућности бити употребљен против Березеовског, који ће бити оптужен за финансирање чеченских терориста.
Након отпуштања из Савета безбедности, Березовски је обећао да ће наставити своје активности у Чеченији као приватна особа и одржавати контакте са чеченским ратним вођама. Био је кључан у ослобађању 69 талаца, укључујући двојицу Британаца, Џона Џејмса и Камилу Кар, које је превезо својим приватним авионом у РАФ Бриз Нортон у септембру 1998. У интервјуу са Томасом де Валом 2005. године, он је открио умешаност британског амбасадора у Русији, сер Ендруа Вуда, и објаснио да је његов бивши колега у преговорима, вођа исламских милитаната Мовлади Удугов, помогао у ослобађању Британаца.
Березовски је имао телефонски разговор са Мовладијем Удуговом у пролеће 1999. године, шест месеци пре почетка борби у Дагестану. Транскрипт тог разговора процурио је у један московски таблоид 10. септембра 1999. и чинило се да се помиње инвазија потенцијалних милитаната. Од тада је био предмет многих спекулација. Како је Березовски касније објаснио у интервјуима де Валу и Голдфарбу, Удугов је предложио да се координира упад исламиста у Дагестан, како би ограничени руски одговор збацио чеченског председника Аслана Масхадова и успоставио нову исламску републику, која би била антиамеричка, али пријатељска према Русији. Березовски је рекао да му се та идеја не свиђа, али је Удугову увертиру пријавио премијеру Степашину . „Удугов и Басајев“, тврдио је, „заверили су се са Степашином и Путином да изазову рат за свргавање Масхадова... али договор је био да се руска војска заустави на реци Терек. Међутим, Путин је двоструко прешао Чечене и започео свеопшти рат“.

### Борба са младим реформаторима
У марту 1997. Березовски и Татјана Дјаченко су одлетели у Нижњи Новгород да убеде градског гувернера Бориса Њемцова да се придружи Чубајсовом економском тиму, који је постао познат као влада младих реформатора. Ово је била последња усклађена политичка акција круга људи названих „Давоског пакта“. Четири месеца касније група се поделила на две клике које су се жестоко надметале за Јељцинову наклоност. Сукоб је убрзала приватизациона аукција комуникационог предузећа Свјазинвест, у којој се Онеким банка Чубајсовог лојалисте Владимира Потањина, уз подршку Џорџа Сороша, такмичила са Гусинским, у савезу са шпанском Телефоником. Првобитни комерцијални спор се брзо развио у надметање политичке воље између Чубајса и Березовског.
Потањинова победа је изазвала огорчен медијски рат, у којем су ОРТ и НТВ оптужили групу Чубајс да је намештала аукцију у корист Потањина, док је Чубајс оптужио Березовског да је злоупотребио положај у влади ради унапређења својих пословних интереса. Обе стране су ургирале код Јељцина, који је прогласио нову еру „поштене“ приватизације „засноване на строгим законским правилима и без одступања“. На крају су обе стране изгубиле. Медији Березовског открили су коруптивну шему у којој је издавачка кућа у власништву Онеким банке платила Чубајсу и његовој групи позамашне авансе за књигу која никада није написана. Скандал је довео до чистке Чубајсових лојалиста из владе. Чубајс је узвратио тако што је убедио Јељцина да разреши Бориса Березовског из Савета за националну безбедност. Служба Березовског у Савету безбедности престала је 5. новембра 1997. Сорош је сукоб Березовског и Чубајса назвао „историјским догађајем у чију реалност никада не бих веровао да га сам нисам гледао. Видео сам тучу људи у чамцу који се креће према ивици водопада”. Он је тврдио да се реформистички табор никада није опоравио од рана задобијених у овој борби, постављајући политичку позорницу за конзервативне националисте, а на крају и за Владимира Путина.
Године 1991. Березовски је основао награду Тријумф, која се додељује истакнутим руским песницима, музичарима, уметницима, редитељима и балетским играчима.

### Породица и Путинов долазак на власт
У пролеће 1998. године, Березовски је направио неочекивани политички повратак, почев од његовог именовања, априла 1998. године, на место извршног секретара Заједнице независних држава. Појавио се у центру нове неформалне групе моћи – „Породице“, блиског круга саветника око Јељцина, који је укључивао Јељцинову ћерку Татјану и његовог шефа кабинета Јумашева. Причало се да се ниједно важно именовање у влади не може догодити без подршке Породице. До 1999. године Породица је такође укључивала двојицу сарадника Березовског, његовог бившег партнера из АВВА Александра Волошина, који је заменио Јумашева на месту Јељциновог шефа кабинета, и Романа Абрамовича.
Главна брига Породице била је проналажење „изабраног“ наследника Јељцина како би се супротставио председничким тежњама тадашњег премијера Јевгенија Примакова, који је био наклоњен више етатистичким позицијама. Политичке битке између Породице и Примаковљевог табора доминирале су две последње године Јељциновог председниковања.
У новембру 1998. године, на телевизијској конференцији за штампу, пет официра ФСБ-а, предвођених потпуковником Александром Литвињенком, открили су наводну заверу својих претпостављених да убију Березовског.
У априлу 1999. године, руски генерални тужилац Јуриј Скуратов отворио је истрагу о малверзацијама у Аерофлоту и издао налог за хапшење Березовског, који је истрагу назвао политички мотивисаном и оркестрираном од стране Примакова. Николај Глушков, бивши генерални директор Аерофлота, касније је открио да је сукоб са Примаковим настао због иритације коју је руководећи тим Березовског изазвао у Руској спољној обавештајној служби, на чијем је Примаков био челу пре него што је постао премијер, због отпуштања хиљада шпијуна, који су користили Аерофлот као фронтовску организацију у совјетско време. Налог за хапшење је укинут недељу дана касније, након што је Березовски прошао испитивање тужиоца. Није подигнута оптужница. Јељцин је убрзо након тога сменио Примаковљеву владу и заменио га Сергејем Степашином на месту новог премијера.
Метеорски успон Владимира Путина од релативне опскурности до руског председника током неколико кратких месеци 1999. приписује се његовој блискости са „Породицом“ као и статус штићеника Березовског и Јумашева. До краја 1999. Породица је убедила Јељцина да именује Путина за свог политичког наследника и кандидата за председника.
Познанство Березовског са Путином датира још од раних 1990-их, када је овај, као заменик градоначелника Санкт Петербурга, помогао Логовазу да оснује продавницу аутомобила. Уживали су у пријатељским односима;  Березовски је повремено водио Путина на скијање са собом у Швајцарску.
У фебруару 1999. године, када је политички положај Березовског изгледао неизвесно због његовог сукоба са Примаковим око Аерофлота, Путин, тадашњи директор ФСБ-а, направио је храбар гест пријатељства тако што се појавио на рођенданској забави супруге Березовског. Апсолутно ме није брига шта Примаков мисли о мени, рекао је Путин Березовском те ноћи. То је био почетак њиховог политичког савезништва. Према писању Тајмса, шпанска полиција је открила да је 1999. Путин у пет наврата тајно посетио вилу у Шпанији која припада Березовском.
Породица је средином јула 1999. године послала Березовског у Бијариц, где је Путин био на одмору, да га убеди да прихвати место премијера и улогу политичког наследника. Јељцин је 9. августа сменио владу Сергеја Степашина и именовао Путина за премијера, усред извештаја да је Березовски оркестрирао ову политичку промену.
Главни Путинови противници били су бивши премијер Јевгениј Примаков и градоначелник Москве Јуриј Лужков, уз подршку савеза Отаџбина-Цела Русија. Да би се супротставио овој групи на изборима за Думу 1999. године, Березовски је био кључан у стварању, у року од неколико месеци, партије Јединство, без икакве идеологије осим подршке Путину. Касније је открио да је извор финансирања Јединства, уз Путиново знање и сагласност, био Аерофлот. На изборима 1999. године, Березовски је водио кампању као Путинов лојалиста и освојио је место у Думи, представљајући севернокавкаску републику Карачајевско-Черкезију.
Током предизборне кампање за Думу, ОРТ ТВ Березовског служила је као изузетно ефикасна пропагандна машина за Путинову политичку опцију, користећи агресивно извештавање о нападима и програме за оцрњивање и исмевање Путинових ривала, Примакова и Лужкова, тактика која је оштро критикована као неоправдано мешање у медије. Али странка Јединство је добило изненађујуће висок резултат на изборима, отварајући пут ка Путиновој изборној победи у пролеће 2000. године.

### Сукоб са Путином и емиграција
Неслагања Березовског са Путином постала су јавна тема три недеље након Путиновог председниковања. Березовски и Абрамович су 8. маја 2000. примећени заједно на Путиновом инаугурационом балу у Москви. Међутим, 31. маја, Березовски је оштро напао уставну реформу коју је предложио председник, а која би Кремљу дала право да смењује изабране гувернере. Дана 17. јула 2000. Березовски је поднео оставку у Думи, рекавши да „не жели да буде умешан у пропаст земље и рестаурацију ауторитарног режима“. У августу су медији Березовског напали Путина због начина на који се носио са потапањем подморнице <i id="mwAa4">Курск</i>, где је за смрт 118 морнара окривљена неспремност Кремља да прихвати страну помоћ. У септембру је Березовски тврдио да је Кремљ покушао да експроприше његове акције у ОРТ-у и најавио да ће ставити свој удео у труст који ће контролисати истакнути интелектуалци.
У чланку у Вашингтон Посту 2000. године, Березовски је тврдио да у одсуству снажног грађанског друштва и средње класе понекад може бити неопходно да се капиталисти „директно мешају у политички процес“ Русије као противтежа бившим комунистима који мрзе демократију и сањају да поврате изгубљене позиције“. Березовски је покренуо судски поступак против новинара Пола Клебникова, који га је оптужио за разне злочине. У октобру, у интервјуу за Фигаро, Путин је најавио да више неће толерисати критике власти од стране медија које контролишу олигарси. „Ако буде потребно, уништићемо оне инструменте који дозвољавају ову уцену“, изјавио је. Одговарајући на питање о Березовском, он је упозорио да за њега има спремну „палицу”. „Држава има батину у рукама којом се само једном удари, али по глави. Још нисмо користили ову палицу. Управо смо се размахали... [Али] дана када се заиста наљутимо, нећемо оклевати да је искористимо.“
Истог месеца, руски тужиоци су поново покренули истрагу о превари Аерофлота и Березовски је испитан као сведок. Дана 7. новембра 2000, Березовски, који је путовао у иностранство, није се појавио на даљем испитивању и најавио је да се неће вратити у Русију због, како је описао, „сталног појачавања притиска власти и лично председника Путина на мене. У суштини“, рекао је, „принуђен сам да бирам да ли ћу постати политички затвореник или политички емигрант“. Березовски је тврдио да га је Путин поставио као осумњиченог у случају Аерофлот само зато што је ОРТ „говорио истину“ о потонућу подморнице Курск. Почетком децембра, његов сарадник Николај Глушков је ухапшен у Москви, а Березовски је одустао од предлога да се улог ОРТ-а стави у траст.

### Дезинвестирање руских холдинга
Руска влада је 2001. систематски преузела приватне телевизијске мреже, током којег су Березовски, Гусински и Патаркацишвили изгубили већину својих медијских холдинга, због чега је један од њих упозорио да се Русија „претвара у банана републику “ у писму Њујорк тајмсу. У фебруару су Березовски и Патаркацишвили продали свој удео у ОРТ-у Роману Абрамовичу, који је одмах препустио уређивачку контролу Кремљу. Березовски је касније тврдио да је постојало тајно разумевање да ће Николај Глушков бити пуштен из затвора као део тог договора, обећање које никада није испуњено. У априлу је влада преузела контролу над НТВ Владимира Гусинског. Березовски је затим прешао да преузме контролни пакет у мањој мрежи ТВ-6, поставио јеПатаркацишвилија за свог председника и понудио запослење стотинама затворених новинара НТВ-а. Готово одмах, Патаркатшишвили је постао мета полицијске истраге и побегао из земље. У јануару 2002. године руски арбитражни суд приморао је ТВ-6 (Русија) на ликвидацију. Ликвидацију ТВ-6 убрзао је ЛУКоил, мањински акционар делимично у државном власништву, користећи закон који је скоро одмах укинут.
Године 2001, Березовски и Патаркацишвили окончали су своје учешће у Сибњефту за 1,3 долара милијарду наплаћених од Романа Абрамовича. Ова трансакција је била предмет каснијег спора на привредним судовима у Уједињеном Краљевству, при чему је Березовски тврдио да је био притиснут да прода свој удео Абрамовичу за мали део праве вредности, што је суд касније одбацио.
Године 2006. Березовски је продао новине Комерсант („Бизнисмен“) и своју преосталу руску имовину.

## Изгнанство у Британији
Из свог новог дома у Великој Британији, Стенли Хаус, где су он и његови сарадници постали познати као „лондонски круг“ руских изгнаника, Березовски је јавно изјавио да је био у мисији да сруши Путина. силом“ или револуцијом без насиља. Основао је Међународну фондацију за грађанске слободе (ИФЦЛ), да би „подржао злостављане и рањиве у друштву – затворенике, националне мањине и пословне људе“ у Русији и критиковао Путинов рекорд на Западу.
Березовски је покренуо усаглашену кампању да разоткрије наводна недела Владимира Путина, од гушења слободе говора  до чињења ратних злочина у Чеченији. Он је такође оптужио руску безбедносну службу ФСБ да је инсценирала бомбашке нападе на станове у Москви 1999. године како би помогла Путину да освоји место председника. Многе од ових активности финансиране су преко ИФЦЛ-а са седиштем у Њујорку, који је режирао Березовскијев пријатељ Алекс Голдфарб.
Березовски је купио стан у Белгравији, имање Вентворт парк од 125 јутара у близини Вирџинија Вотер у Сарију, и неко време је поседовао имање Хаскомб Корт од 172 ари у Годалмингу. Године 2012. продао је своју кућу у Вентворт Парку.

### Политички азил и поступак екстрадиције
Дана 9. септембра 2003, Березовски је добио статус избеглице и политички азил од стране британског Министарства унутрашњих послова, што је он, према Алексу Голдфарбу, поздравио.
Дана 12. септембра 2003., судија Тимоти Воркман из суда у Боу Стриту у централном Лондону одустао је од екстрадиционог поступка против Березовског, пресудивши да би било бесмислено наставити случај јер је додељивање статуса азиланта Березовском учинило поступак сувишним.
Међутим, када је Березовски почетком фебруара 2006. рекао Ројтерсу да ради на плановима за свргавање руског председника Владимира Путина, британски министар спољних послова Џек Стро је упозорио руског тајкуна са седиштем у Лондону да не планира заверу против руског председника док живи у Британији. Његов избеглички статус би могао бити ревидиран ако би наставио да износи такве примедбе.
Метеорско богаћење Березовског и умешаност у борбу за власт пропраћени су наводима његових противника о разним злочинима. Након његове свађе са Путином и изгнанства у Лондон, ове оптужбе су постале стална тема званичних медија под контролом државе, због чега су га поредили са Лавом Троцким и ликом из 1984 Емануелом Голдштајном .
Године 1996. Форбес, амерички пословни часопис, објавио је чланак Пола Клебникова под насловом „Godfather of the Kremlin?" са поднасловом „Power. Politics. Murder. Boris Berezovsky could teach the guys in Sicily a thing or two..“ Чланак је повезао Березовског са корупцијом у аутомобилској индустрији, са чеченском мафијом и са убиством Владислава Листјева. Године 2000. Дом лордова је дао Березовском и Николају Глушкову дозволу да туже за клевету пред судовима у Великој Британији. С обзиром на то да је само 2.000 од 785.000 продатих примерака широм света продато у Уједињеном Краљевству, ово је навело бројне научнике да наведу случај као пример клеветничког туризма. Случај се полако одвијао све док подносиоци захтева нису одлучили да се нагоде када је Форбс понудио делимично повлачење. Следећа изјава приложена уз чланак на сајту Форбса резимира: „Дана 6. марта 2003. објављено је решење случаја на Вишем суду у Лондону. Форбс је на јавном претресу изјавио да (1) није била намера часописа да изјави да је Березовски одговоран за убиство Листијева, само да је био укључен у неуверљиву полицијску истрагу злочина; (2) нема доказа да је Березовски одговоран за ово или било које друго убиство; (3) у светлу пресуде енглеског суда, било је погрешно окарактерисати Березовског као мафијашког боса; и (4) часопис је погрешио када је навео да је Глучков осуђен за крађу државне имовине 1982. године.“  Клебников је разрадио своје наводе у својој књизи Кум Кремља из 2000. године: Godfather of the Kremlin: Boris Berezovsky and the looting of Russia (издање из 2001. је насловљено Godfather of the Kremlin: The Decline of Russia in the Age of Gangster Capitalism).
2006. године, британски суд је Березовском досудио 50.000 фунти одштете због клевете руској приватној банци Алфа-Банк и њеног председника, Михаила Фридмана. Фридман је у једном руском телевизијском програму који се могао гледати у УК, тврдио да му је Березовски претио када су се њих двоје надметали за контролу над издавачком кућом Комерсант, и да је претња био уобичајен начин пословања Березовског. Порота је одбацила тврдњу оптужених да су Фридманови наводи тачни. Березовски је прихватио извињење и повукао тужбу за клевету.
У марту 2010, Березовски је добио парницу за клевету и Високи суд у Лондону му је досудио одштету од 150.000 фунти због навода да је он стајао иза убиства Александра Литвињенка. Ове наводе је емитовао руски државни канал РТР Планета у априлу 2007. у свом програму Вести Недели.
Гардијан је описао случај клевете из 2010. године као „понекад скоро анархичан јер су званичници руског тужилаштва више пута интервенисали упркос томе што нису били страна у поступку. Њихова намера је била толико очигледна да је, када им се један од мобилних телефона једног дана покварио на суду, адвокат Березовског Дезмонд Браун добацио: „То мора да је господин Путин на вези.“ Оптужени су се жалили Апелационом суду, али је жалба одбачена.
Године 2011. Березовски је покренуо грађанску парницу против Романа Абрамовича на Високом суду правде у Лондону, оптужујући Абрамовича за уцену, повреду поверења и кршење уговора, и тражећи одштету од преко 3 милијарде фунти. Ово је постао највећи грађански судски поступак у британској правној историји.
Абрамович је довео у питање раније власништво Березовског над <i>Сибњефтом</i> – које је чинило највећи део његовог богатства – који је у изјави Високом суду у Лондону тврдио да Березовски никада није поседовао деонице Сибњефта и да је 1,3 долара милијарди плаћених 2001. године, наводно за његов удео у компанији, заправо је представљало признање за „политичку помоћ и заштиту“ Березовског током стварања Сибњефта 1995. На саслушањима, која су почела 3. октобра 2011., испитан је износ од 5,5 долара Березовског  милијарду потраживања против Абрамовича за одштету проистеклу из продаје његове имовине под наводним претњама и застрашивањем.
Виши суд је 31. августа 2012. пресудио у корист Абрамовича. Судија Вишег суда је навео да је због природе доказа случај зависио од тога да ли веровати Березовском или Абрамовичевом исказу. У својој пресуди, судија је приметила: „На основу моје анализе целокупних доказа, нашла сам г. Березовског као неимпресивног и инхерентно непоузданог сведока, који је истину сматрао пролазним, флексибилним концептом, који се може обликовати тако да одговара његовом тренутне намене... Са жаљењем морам да кажем да је суштина моје анализе кредибилитета господина Березовског то да би он рекао скоро све да би подржао свој случај.“ Пресудила је да уплаћени новац представља коначну уплату за измирење свих обавеза.

### Пословне и личне активности у егзилу
Березовски је водио послове са Нилом Бушом, млађим братом америчког председника Џорџа В. Буша . Березовски је био инвеститор у Бушов Ignite! Learning, образовна софтверска корпорација, од најмање 2003. Године 2005. Нил Буш се састао са Березовским у Летонији, што је изазвало тензије са Русијом због статуса Березовског у бекству. Нил Буш је такође виђен са Березовским у својој ложи на утакмици Арсенала на стадиону Емиратес у Лондону. Постојале су спекулације да би ти односи могли постати узрок напетости у руско-америчким билатералним односима.
Спекулисало се да је богатство Березовског можда смањено рецесије касних 2000-их . Према одређеним наводима 2011. године његово нето богатство износила је око 900 долара милиона.

### Позив за смену режима
У септембру 2005. Березовски је у интервјуу за Би-Би-Си рекао: „Сигуран сам да Путин нема шансе да преживи, чак ни до следећих избора 2008. године . Чиним све што је у мојој моћи да ограничим његов временски оквир и заиста размишљам да се вратим у Русију након колапса Путина, што ће се и десити.“ У јануару 2006. Березовски је у интервјуу једној радио станици са седиштем у Москви изјавио да ради на рушењу администрације Владимира Путина путем силе. Березовски је такође оптужио Путина да је „гангстер“ и „терориста број један“.
Березовски је изјавио да је планирао свргавање председника Путина 13. априла 2007. током интервјуа који је дао Гардијан : „Морамо да употребимо силу да променимо овај режим. Овај режим није могуће променити демократским путем. Без силе, притиска, нема промене.“ Он је такође признао да се током последњих шест година тешко борио да „уништи позитиван имиџ Путина” и рекао да је „Путин створио ауторитарни режим противан руском уставу... Не знам како ће се то десити, али ауторитарни режими се руше само силом.“
Убрзо након изјаве Березовског из 2007. године, Гари Каспаров, личност опозиционог покрета Друга Русија и лидер Уједињеног грађанског фронта, написао је следеће на свом сајту: „Березовски је много година живео у емиграцији и више нема значајан утицај на политичке процесиекоји се одвијају у руском друштву. Његове екстравагантне прокламације су једноставно метод привлачења пажње. Штавише, за огромну већину руског народа он је био политички симбол 90-их, један од „лоших момака“ који су се обогатили иза леђа председника Јељцина. Информациона бука око Березовског била је посебно корисна за Кремљ, који је покушавао да компромитује праву руску опозицију. Березовски није имао и нема никакве везе са Другом Русијом или Уједињеним грађанским фронтом.“ Березовски је одговорио у јуну 2007. рекавши да „нема ниједног значајног политичара у Русији којег он није финансирао“ и да то укључује чланове Друге Русије. Генерални директор Уједињеног грађанског фронта је заузврат рекао да ће организација размотрити тужбу Березовског због ових навода, али тужба никада није покренута пред судом.
Руско тужилаштво покренуло је кривичну истрагу против Березовског како би утврдило да ли се његови коментари могу сматрати „преузимањем власти силом“, како је наведено у руском Кривичном законику. Британски Форин офис осудио је изјаве Березовског, упозоравајући га да би његов статус политичке избеглице могао бити преиспитан ако настави да износи сличне примедбе. Штавише, Скотланд Јард је најавио да ће истражити да ли су изјаве Березовског прекршиле закон. Међутим, следећег јула, крунско тужилаштво је објавило да се Березовски неће суочити са оптужбама у Великој Британији због својих коментара. Званичници Кремља су то назвали „узнемирујућим тренутком“ у англо-руским односима.

### Учешће у украјинским председничким изборима 2004
У септембру 2005. бивши председник Украјине Леонид Кравчук оптужио је Березовског да је финансирао кампању Виктора Јушченка за украјинске председничке изборе 2004. и дао копије докумената који показују трансфер новца из компанија за које је тврдио да их је Березовски контролисао компанијама које контролише Јушенков званичник. присталице. Березовски је тврдио да се састао са Јушченковим представницима у Лондону пре избора и да је новац пребачен из његових компанија, али је одбио да потврди или демантује да су компаније које су добиле новац коришћене у Јушченковој кампањи. Финансирање изборних кампања од стране страних држављана је у Украјини незаконито. У новембру 2005. Березовски је такође тврдио да је у великој мери финансирао украјинску наранџасту револуцију (која је уследила после председничких избора). У септембру 2007, Березовски је покренуо тужбе против двојице украјинских политичара, Александра Третјакова, бившег председничког помагача, и Давида Жваније, бившег министра за ванредне ситуације. Березовски је тужио мушкарце за скоро 23 долара милиона, оптужујући их да су злоупотребили новац који је издвојио 2004. за финансирање Наранџасте револуције. Јушченко је негирао да је Березовски финансирао његову предизборну кампању.
Березовски је позвао украјинске компаније да подрже Јушченка на председничким изборима 2010. у јануару 2010. као гарант забране прерасподеле имовине након избора. Украјински министар унутрашњих послова Јуриј Луценко је 10. децембра 2009. изјавио да ће Березовски бити задржан по доласку у Украјину ако то затражи руско министарство унутрашњих послова.
У фебруару 2012, у интервјуу за независни руски канал Дожд, Березовски је поновио да је лично обезбедио око 50 милиона долара украјинској наранџастој револуцији. Давид Жванија (рус. Давид Важаевич Жвания) и Олександар Третјаков били су међу онима који су наводно добили новац.

### Персона нон-гратау Летонији од октобра 2005
У октобру 2005. летонски премијер Ајгарс Калвитис потписао је декрет којим се Борис Березовски ставља на листу persona non grata. Тачни разлози за стављање Березовског на црну листу нису откривени. Калвитис је Березовског назвао „претњом“ националној безбедности. Претходно је Савет за националну безбедност Летоније донео одлуку да препоручи да се прогнаном руском милијардеру Борису Березовском забрани путовање у Летонију. Одлука да се забрани некадашњи руски олигарх дошла је брзо након посете Березовског Риги у септембру 2005. Березовски је био у Риги заједно са Нилом Бушом да разговара о пројекту са летонским бизнисменима.
Током 2003. и 2007. били су наводни покушаји атентата на Березовског. Он је поново оптужио Владимира Путина да стоји иза завере за његово убиство. Кремљ је раније негирао сличне тврдње.

## Смрт пријатеља и сарадника у Лондону
Александар Литвињенко, један од најближих сарадника Березовског, убијен је у Лондону у новембру 2006. ретким радиоактивним отровом, полонијумом 210. Британске власти су за убиство оптужиле бившег официра ФСБ и шефа безбедности ОРТ-а Андреја Луговоја и затражиле његово изручење, што је Русија одбила. Неколико руских дипломата је протерано из УК због овог случаја. Влада Уједињеног Краљевства није јавно изразила став о овом питању, али наводе да је убиство спонзорисала руска држава изнели су „извори у влади Велике Британије“, наводи BBC, и званичници САД Стејт департмент, како је открио ВикиЛеакс; они су одражени у резолуцији америчког Конгреса из 2008. године.
Алтернативни, сумњивији наратив – да су убиство оркестрирали Березовски и његов сарадник Алекс Голдфарб са циљем да се руска влада „оквири“ и дискредитује на глобалној сцени – емитовао се у руским државним медијима. Березовски је добио тужбу на суду УК за клевету против Руске државне телевизије због ових навода 2010. (види горе), након чега је прокоментарисао: „Верујем закључцима британских истражитеља да траг води у Русију и надам се да ће једног дана правда победити."

### Смрт Бадрија Патаркацишвилија у фебруару 2008.
Увече у уторак, 12. фебруара 2008, најбогатији човек Грузије, милијардер Аркадиј „Бадри“ Патаркацишвили, близак пријатељ и дугогодишњи пословни партнер Березовског, срушио се и умро у својој спаваћој соби после породичне вечере у Даунсајд Манору, његовој вили у Ледерхеду, Сари, Енглеска, у 52. години.
Патаркацишвили, који је као председнички кандидат такође водио кампању за свргавање грузијског председника Михаила Сакашвилија, провео је свој последњи дан у канцеларији међународне адвокатске фирме Дебевоа и Плимптон у Лондону. Припремао се заједно са својим адвокатом Лордом Голдсмитом и другим избеглицама, Русима Николајем Глушковом и Јулијем Дубовом. Убрзо након вечере у Даунсајд Менор-у, Патаркацишвили је својој породици рекао да се осећа лоше и попео се у своју спаваћу собу где је пронађен без свести након срчаног удара. Покушаји реанимације су били неуспешни. Као иу сваком другом случају неочекиване смрти, полиција Сарија третирала је случај као сумњив и покренула званичну истрагу. Прелиминарни извештаји указују на срчани удар као узрок смрти.
Березовски је смрт свог најближег пријатеља описао као страшну трагедију.

## Смрт
Дана 23. марта 2013, Березовски је пронађен мртав у својој кући, у Санингхилу, близу Аскота у Беркширу. Његово тело је пронашао телохранитељ у закључаном купатилу, са лигатуром око врата.
Његову смрт огласио је у објави на Фејсбуку његов зет Александар Добровински. Адвокат који је заступао Березовског, написао је да је он можда извршио самоубиство, додајући да је Березовски запао у дугове након што је изгубио парницу против Абрамовича и да је провео последњих неколико месеци свог живота продајући своју имовину да покрије судске трошкове. Такође је речено да је Березовски недавно био депресиван и да се изоловао од пријатеља. Наводно је патио од депресије и узимао је антидепресиве; дан пре смрти рекао је новинару у Лондону да нема за шта више да живи.
Полиција долине Темзе класификовала је његову смрт као „необјашњиву“ и покренула званичну истрагу о околностима иза ње. Специјалисти за хемијске, биолошке, радиолошке и нуклеарне материјале распоређени су у дом Березовског као „мера предострожности“. Ови специјалисти касније „нису нашли ништа забрињавајуће“.
Обдукција коју је извршио патолог Министарства унутрашњих послова открила је да је узрок смрти био вешање и да ништа није указивало на насилну смрт.
Березовски је сахрањен 8. маја 2013. на приватној церемонији на гробљу Бруквуд у Сарију. Време сахране је мењано у неколико наврата како би се избегло интересовање руских медија.

### Извињење Путину
После смрти Березовског, портпарол председника Путина известио је да је он, Березовски, послао писмо руском председнику у којем тражи дозволу да се врати у Русију и тражи „опроштаj за своје грешке“. Неки од сарадника Березовског сумњали су у постојање писма, тврдећи да је ван карактера. Међутим, његова тадашња девојка, Катерина Сабирова, касније је у интервјуу потврдила да је он заиста послао писмо.
Анонимни извори су тврдили да је ривал Роман Абрамович писмо уручио Путину лично, пошто је добио извињење од самог Березовског. И Путинов шеф кабинета Сергеј Иванов и Абрамовичев портпарол алудирали су на то да је писмо проследила „одређена особа“, али нису улазили у детаље због личне природе питања.

## Радови Березовског
Березовски је био доктор техничких наука и аутор многих академских радова и студија као што су „Binary relations in multi-criteria optimization“ и „Multi-criteria optimization: mathematical aspects“. У индексу математичких прегледа MathSciNet, B.A. Березовски је имао ауторизованих 16 публикација од 1975. до 1989. о истраживању операција и математичком програмирању, при чему је зарадио 9 цитата у другим публикацијама. Највише му је цитирана књига The Problem of Optimal Choice са А. В. Гнедином (Наука, Москва 1984).
Осим својих академских публикација, често је писао чланке и давао интервјуе; они су сакупљени у The Art of the Impossible (3 тома). Наставио је да даје чланке док је био у егзилу, заузимајући веома критички став према руским политичким лидерима.

## Радови о Березовском
Руско-амерички новинар Пол Клебников је 1996. године написао веома критички чланак под насловом „Кум Кремља? о Березовском и држави Русији уопште, као одговор на шта је Березовски тужио Форбс у УК. 2001. године је проширио свој ранији чланак у књигу под насловом Кум Кремља, са алтернативним поднасловом The Decline of Russia in the Age of Gangster Capitalism and Boris Berezovsky and the looting of Russia. Деветог јула 2004, док су излазили из канцеларије Форбса у Москви, непознати нападачи су пуцали на Клебникова из аутомобила који се споро кретао. Погођен је четири пута и преминуо је касније у болници. Клебниково тело једва да је било хладно када је Борис Березовски, према речима истраживачког новинара Ричарда Бехара, јавно назвао 41-годишњег уредника Форбса Русија непоштеним репортером'”. Тајни дневник руског олигарха и Како се отарасити олигарха или ко је победио Березовског Саше Нерозине (пријатеља породице Березовски и портпаролке супруге Березовски Галине) објавила је Олма Медиа у Русији и другим бившим совјетским државама 2013. и 2014. године.
Јули Дубов, блиски Березовскијев пословни сарадник, написао је роман заснован на животу Березовског који је послужио као основа за филм <i id="mwBAM">Тајкун</i> из 2002. године. Попут Березовског, побегао је у Лондон и успешно се борио против екстрадиције Русији. Судија Тимоти Воркман из суда за прекршаје Бов Стреет у центру Лондона одустао је од екстрадиционог поступка против Јулија Дубова у октобру 2003.
Дејвид Е. Хофман из Вашингтон поста написао је Олигарси: Богатство и моћ у Новој Русији, који пружа упоредни третман Березовског и неколико његових колега такозваних пословних олигарха . Бен Мезрих је написао Било једном у Русији: Успон олигарха — истинита прича о амбицији, богатству, издаји и убиству, која пружа упоредни наратив Березовског и Романа Абрамовича кроз њихове каријере, пријатељство и ривалство.
Године 2017. у издању издавачке куће Corpus објављена је руска књига „Време Березовског“ у којој је Петр Авен – пријатељ Березовског – интервјуисао различите људе који су били блиски Березовском у различито време, укључујући Леонида Богуславског, Јулија Дубова, Галина Бешарова, Јелена Горбунова, Јуриј Шефлер, Анатолиј Чубајс, Михаил Фридман, Валентин Јумашев, Сергеј Доренко, Јевгениј Швидлер, Владимир Познер, Александар Голдфарб, Александар Волошин, Станислав Белковски и Јуриј Фељштински.
Документарац о настојањима Березовског да поткопа Путина из свог егзила у Великој Британији приказан је на Би-Би-Сију у децембру 2005.
Березовски је представљен на слици руског уметника Иље Глазунова, изложеној у московској галерији Иља Глазунов. Према Rough Guide-у,Тржиште наше демократије приказује Јељцина како маше диригентском палицом док се две лезбијке љубе, а олигарх Березовски се размеће натписом „Купићу Русију“, док шарлатани пљачкају гомилу избеглица и изгладнеле деце“.
Березовски се такође појављује као лик у опери Живот и смрт Александра Литвињенка Александра Вулфа, која је премијерно изведена јула 2021. у Опери Грејнџ Парк.
Патриоти су премијерно приказани у позоришту Алмеида у Ислингтону, у Лондону, у мају 2022, пратећи живот Березовског од председниковог ужег круга до јавног непријатеља број један. Том Холандер је играо Березовског. Комад је написао Питер Морган, а режирао Руперт Гулд. Приказиван је од 2. јула 2022. до 20. августа исте године.